# Костей Василь Іванович
Васи́ль Іва́нович Косте́й (24 червня 1900 , Старі Богородчани, Станиславівський округ, Королівство Галичини та Володимирії, Австро-Угорщина  — 1975 ) — український радянський діяч, завідувач відділу сільського і колгоспного будівництва Богородчанського райвиконкому Станіславської (Івано-Франківської) області. Депутат Верховної Ради УРСР 2-го скликання.

## Життєпис
Народився в бідній селянській родині в селі Старі Богородчани, тепер Богородчанський район, Івано-Франківська область, Україна. У січні 1917 року мобілізований до австро-угорської армії, учасник Першої світової війни. Потрапив у російський полон. Повернувшись додому у 1918 році, включився у революційну боротьбу. На початку листопада 1918 року брав активну участь у створенні робітничо-селянської ради на Станіславщині. За виступи проти уряду Західноукраїнської Народної Республіки заарештований, а потім відправлений на фронт. У 1919 році був делегатом 1-ї конференції КПЗУ. 
У 1920 році входив до «революційної трійки» у Богородчанах. За завданням Володимира Затонського створив партизанську групу в Богородчанському повіті, яка мала сприяти просуванню Червоної армії на захід. Потім працював кравцем у різних приватних майстернях.
Член Комуністичної партії Західної України (КПЗУ) з 1926 року.
У 1927–1929 роках — секретар Богородчанського  місцевого комітету КПЗУ та член «Сельробу», від якого у 1930 році був висунутий кандидатом у депутати до польського сейму. У 1927–1930 роках тричі заарештовувався польською владою за революційну роботу. З березня 1930 року — редактор газети «Нове слово» та керівник Станіславського окружного комітету «Сельробу».
У липні 1930 року нелегально виїхав у СРСР, де вчився у партійній школі при Комуністичному університеті імені Артема у Харкові. У 1932 році закінчив курси при Комінтерні у Москві. У 1932 році нелегально повернувся у Західну Україну, де працював секретарем Львівського, Холмського і Дрогобицького окружних комітетів КПЗУ. З грудня 1933 року — інструктор, завідувач сільськогосподарського відділу ЦК КПЗУ. У березні 1934 року заарештований польською поліцією і засуджений на вісім років ув'язнення.
Після приєднання Галичини до СРСР звільнений із ув'язнення, прибув до Богородчан на радянському танку. У вересні 1939 року працював головою Богородчанського повітового комітету Станіславського воєводства. Був обраний депутатом Народних зборів Західної України. У 1940–1941 роках — завідувач відділу соціального забезпечення виконавчого комітету Богородчанської районної ради депутатів трудящих Станіславської області.
У червні 1941 року був евакуйований до Киргизької РСР, де працював головою виконавчого комітету Чапаєвської сільської ради. У 1944 році повернувся до Богородчан. З 1944 року — завідувач відділу сільського і колгоспного будівництва виконавчого комітету Богородчанської районної ради депутатів трудящих Станіславської області.
Потім — на партійній, радянській та господарській роботі в селищі Богородчанах Станіславської (Івано-Франківської) області.

## Нагороди
- медаль «За доблесну працю у Великій Вітчизняній війні 1941—1945 рр.»